# Dolmen de Stang Youen
Le dolmen de Stang Youen est un dolmen situé dans la commune de Quimper (Finistère).

## Localisation
Le dolmen est situé le long de la D365. Dans le lieu-dit Ergué-Armel.

## Description
Il est partiellement enfouie dans un talus. Sa table fait une dimension de 2 m par 2,50 m pour une épaisseur de 0,45 m environ. Sous cette dernière on peut voir de nombreuses pierres et un support apparait également. Un autre bloc est affaissé, juste à l'ouest du talus, un orthostate, il peut probablement faire partie de ce monument. Mentionné une première fois en 1971, puis une deuxième fois dans le rapport de prospection diachronique «Sud-Est du Finistère, Pays de Cornouaille, Ouest du Morbihan» de 2021, trouvable sur le site du Service régional de l'archéologie de Bretagne.
Le dolmen dit de Stang Youen est classé au titre des Monuments historiques par arrêté du 26 janvier 1978.

## Référence
1. ↑  « Finistère », sur megalithes-breton.fr (consulté le 11 septembre 2024)
2. ↑  « Dolmen dit de Stang Youen,Ergue Armel,Quimper,Finistère,France », sur www.t4t35.fr (consulté le 11 septembre 2024)
3. ↑  « «Sud-Est du Finistère, Pays de Cornouaille, Ouest du Morbihan» Rapport de prospection diachronique 2021 »
4. ↑  « Dolmen dit de Stang Youen », notice no PA00090322, sur la plateforme ouverte du patrimoine, base Mérimée, ministère français de la Culture